# Flurbereinigungsverfahren
Zweck der Flurbereinigung ist die Verbesserung der Produktions- und Arbeitsbedingungen in der Land- und Forstwirtschaft sowie die Förderung der allgemeinen Landeskultur und der Landentwicklung. Um diesen Zweck erfüllen zu können, gibt es nach dem Flurbereinigungsgesetz verschiedene Arten von Flurbereinigungsverfahren, mit denen der ländliche Grundbesitz neu geordnet werden kann.
Da ein Flurbereinigungsverfahren in der Regel eine Laufzeit von mehreren Jahren hat, ist die Wahl eines geeigneten Verfahrens sehr wichtig. Es ist immer die Verfahrensart zu wählen, mit der die angestrebten Ziele möglichst einfach, schnell und kostengünstig erreicht werden.

## Neugestaltung des Flurbereinigungsgebiets (§ 37 FlurbG)
Die Neugestaltung des Flurbereinigungsgebiets, auch Regelflurbereinigung, ist das „Grundverfahren“ der Flurbereinigung. Der Wege- und Gewässerverlauf sowie der Grundstücksbestand werden entsprechend dem Verfahrensziel völlig neu gestaltet. Dadurch ist dieses Verfahren sehr zeit-, arbeits- und kostenaufwändig. Es wird daher nur noch in Einzelfällen angewendet.
Das Gebiet soll so gestaltet werden, dass es den größtmöglichen Nutzen für die Beteiligten und die Allgemeinheit bietet. Dazu werden gemeinsam zu nutzende Wege und Anlagen angelegt, Bodenverbesserungsmaßnahmen (Melioration) durchgeführt und die Landschaft nach den Erfordernissen der Landesplanung gestaltet. Die Wege (gemeinschaftlichen Anlagen) befinden sich nach der Flurbereinigung meist in Gemeindeeigentum und werden durch Beiträge der Beteiligten finanziert. Dazwischen werden die Flurstücke so angelegt, dass nach Lage, Form und Größe möglichst einheitlicher Grundbesitz entsteht.
Für eine Neugestaltung des Flurbereinigungsgebietes ergibt sich eine durchschnittliche Laufzeit (ab der Anordnung des Verfahrens) von ca. 6 Jahren bis zum Besitzübergang und ca. 10 Jahre bis zur Schlussfeststellung.

## Vereinfachte Flurbereinigung (§ 86 FlurbG)
Ein vereinfachtes Flurbereinigungsverfahren kann eingeleitet werden, um spezielle Maßnahmen der Landentwicklung, insbesondere Maßnahmen der Agrarstrukturverbesserung, der Dorferneuerung, der Entwicklung von Gewässern oder der Gestaltung des Orts- und Landschaftsbildes zu ermöglichen oder auszuführen. Meist sind diese speziellen Maßnahmen örtlich auf bestimmte Gemarkungsteile begrenzt (z. B. Ortslage bei einer Dorferneuerungsmaßnahme). Die Vereinfachung gegenüber der Regelflurbereinigung ergibt sich insbesondere durch die Konzentration auf die konkreten Verfahrensziele und einer an diese Ziele angepassten Verfahrensabgrenzung.
Vereinfachte Flurbereinigungen nach § 86 FlurbG stellen eine Möglichkeit zur Beschleunigung der Flurbereinigung dar, auf die bei Verfahren mit geringem Neuordnungsbedarf immer dann zurückzugreifen ist, wenn es die gesetzlichen Bestimmungen nicht zulassen, ein beschleunigtes Zusammenlegungsverfahren (siehe unten) anzuordnen.
Für ein vereinfachtes Flurbereinigungsverfahren ergibt sich eine durchschnittliche Laufzeit (ab der Anordnung des Verfahrens) von ca. 4 Jahren bis zum Besitzübergang und ca. 7 Jahre bis zur Schlussfeststellung.

## Unternehmensflurbereinigung (§ 87 FlurbG)
Eine Unternehmensflurbereinigung wird in der Regel nur aus besonderem Anlass angeordnet. Sind Großbaumaßnahmen, wie z. B. der Bau einer Autobahn oder einer Eisenbahnstrecke geplant, sind die Landverluste für die einzelnen, direkt betroffenen Besitzer landwirtschaftlicher Grundstücke enorm groß. Zudem sind die verbleibenden Reststücke meist unzweckmäßig geschnitten und somit nicht mehr wirtschaftlich nutzbar. Um dies zu vermeiden, wird die Abgrenzung des Verfahrens um die Anlage herum stark vergrößert, sodass sich die Landverluste auf viele Eigentümer anteilig verteilen lassen. So wird der Landverlust jedes einzelnen Eigentümers innerhalb des Verfahrens möglichst klein und erträglich gehalten. Durch die erhöhte Anzahl der Beteiligten ergibt sich aber trotzdem die benötigte Gesamtfläche für die geplante Großbaumaßnahme.
Für eine Unternehmensflurbereinigung ergibt sich eine durchschnittliche Laufzeit (ab der Anordnung des Verfahrens) von ca. 5 Jahren bis zum Besitzübergang und ca. 12 Jahre bis zur Schlussfeststellung.

## Beschleunigtes Zusammenlegungsverfahren (§ 91 FlurbG)
Das beschleunigte Zusammenlegungsverfahren ist die vereinfachte und schnellere Variante des Regelverfahrens nach § 37 FlurbG. Das beschleunigte Zusammenlegungsverfahren kommt immer dann zum Einsatz, wenn nur eine Neuordnung der Grundstücke notwendig ist und auf die Neuanlage des Wege- und Gewässernetzes sowie auch auf sonstige bauliche Maßnahmen verzichtet werden kann. Dies ist z. B. bei bereits bereinigten Gebieten der Fall (Zweitbereinigung). In der Praxis wird das Wegenetz auf die notwendigen Verbindungen reduziert. Die dadurch entstehenden größeren Blöcke sind dann die Grundlage für die Neuordnung der Grundstücke.
Für ein beschleunigtes Zusammenlegungsverfahren ergibt sich eine durchschnittliche Laufzeit (ab der Anordnung des Verfahrens) von ca. 2 Jahren bis zum Besitzübergang und ca. 7 Jahre bis zur Schlussfeststellung.

## Freiwilliger Landtausch (§ 103a ff FlurbG)
Dem freiwilligen Landtausch liegt das „Prinzip der Freiwilligkeit“ zugrunde. Sind die betroffenen Eigentümer bereit, die Grundstückstausche einvernehmlich durchzuführen, so ist der freiwillige Landtausch grundsätzlich als einfachstes und schnellstes Bodenordnungsverfahren zu bezeichnen. Zweck des freiwilligen Landtausches ist die schnelle und einfache Neuordnung ländlicher Grundstücke zur Verbesserung der Agrarstruktur. Besondere Bestimmungen zur Verfahrensgröße gibt es nicht, so dass der freiwillige Landtausch auch bei kleineren Projekten Anwendung findet. Da beim freiwilligen Landtausch die Grundsätze der wertgleichen Abfindung nicht gelten, können auch Geldausgleiche, bei Flächen- oder Wertunterschieden, vereinbart werden.
An die Stelle des Flurbereinigungsplans tritt beim freiwilligen Landtausch der Tauschplan. Im Tauschplan werden neben allgemeinen Angaben zu Personen und Grundstücken insbesondere auch folgende Dinge festgehalten:
- einvernehmliche Vereinbarungen der betroffenen Eigentümer in schriftlicher Form,
- evtl. Geldleistungen,
- alle Rechte an den alten und neuen Grundstücken, die im Grundbuch eingetragen sind, insbesondere die dinglichen Rechte.

## Freiwilliger Nutzungstausch
Der Freiwillige Nutzungstausch bildet kein Verfahren nach dem Flurbereinigungsgesetz. Es ist eine neue Initiative zur Schaffung wettbewerbsfähiger Bewirtschaftungseinheiten, um auf der Basis von Pachtverträgen den Tausch von Bewirtschaftungsflächen unter den Landwirten zu ermöglichen. Der Freiwillige Nutzungstausch ist eine einfache, schnelle und kostengünstige Variante und im Gegensatz zur klassischen Flurneuordnung bleibt das Eigentum an den Grundstücken unverändert. Fragen der gleichwertigen Abfindung spielen bei diesem Verfahren keine Rolle.